# خنداب (سيد جمال الدين)
خنداب (بالفارسية: خنداب) هي قرية تقع في إيران في قسم سید جمال الدین الريفي. يقدر عدد سكانها بـ 52 نسمة بحسب إحصاء 2016.